# Johann Heinrich Schröder (Maler)
Johann Heinrich Schröder (* 28. August 1757 in Meiningen; † 29. Januar 1812 ebenda) war ein deutscher Porträtmaler.

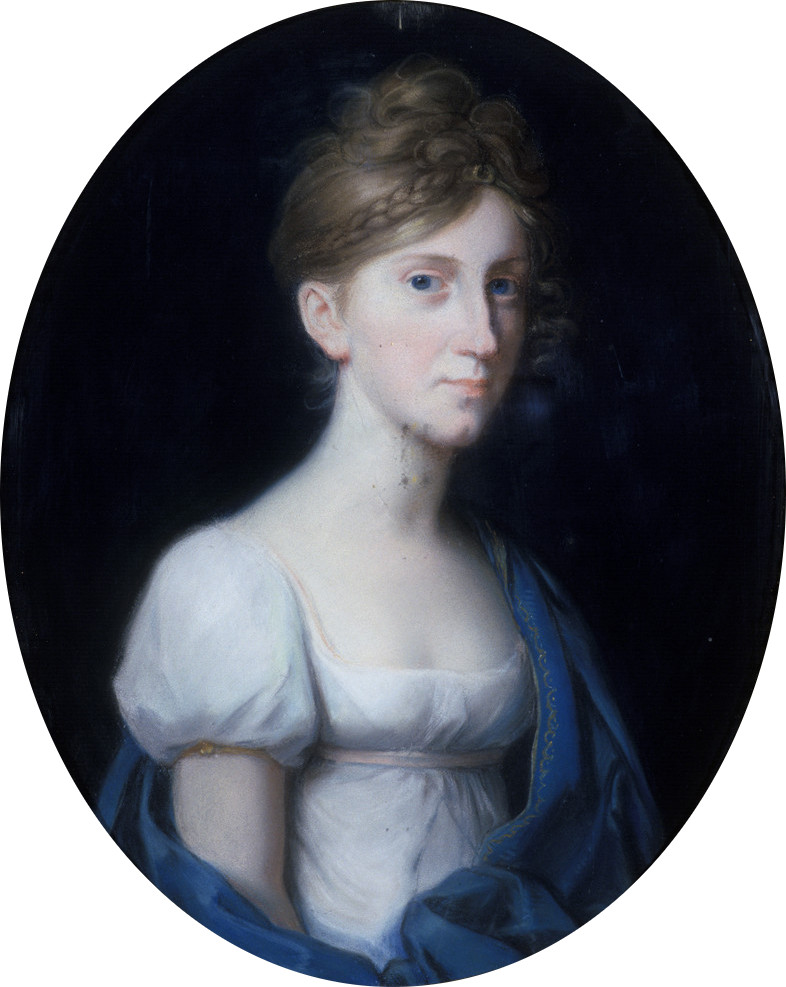
Prinzessin Ida von Sachsen-Meiningen, ca. 1808

## Leben

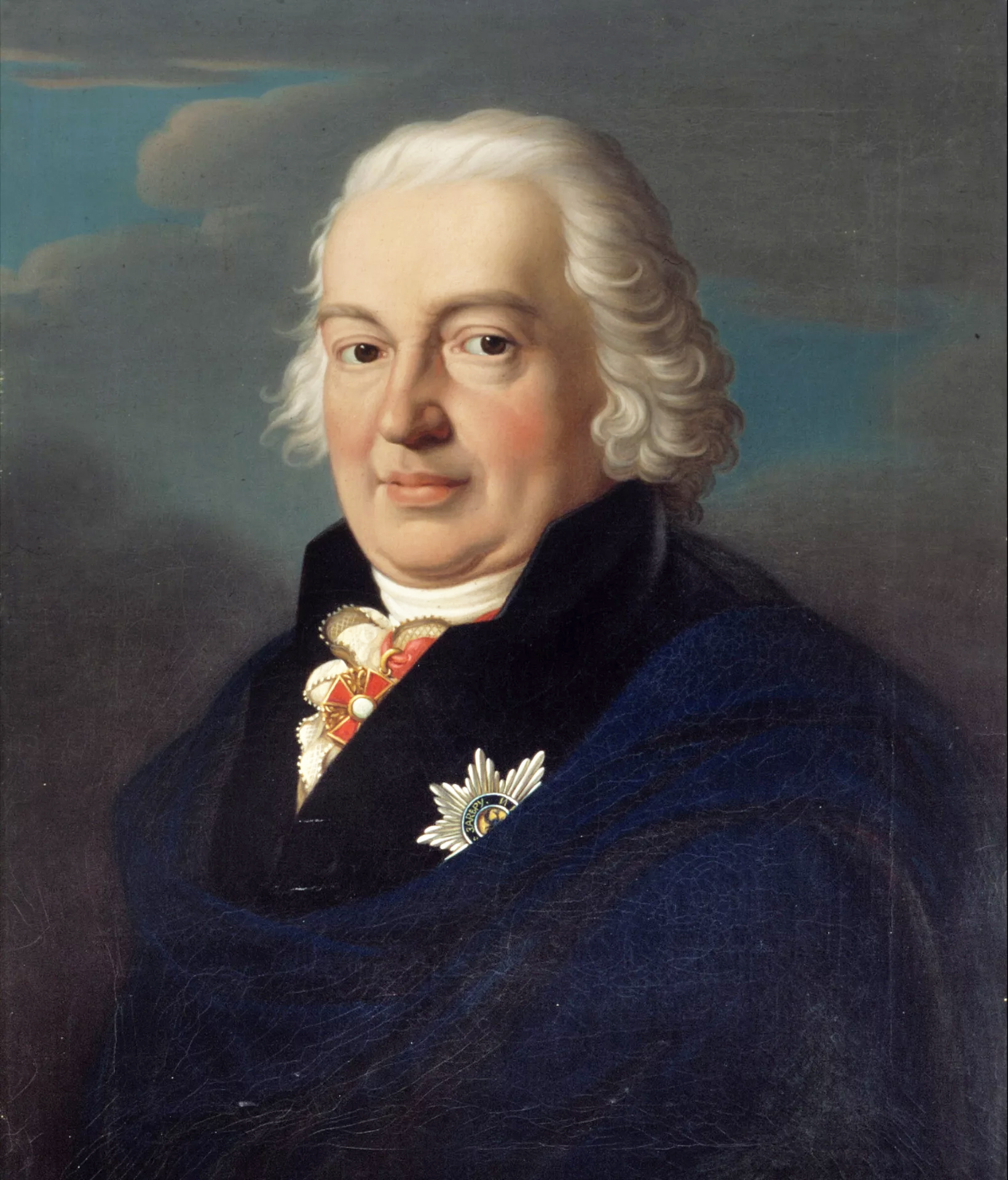
Herzog Franz Friedrich Anton von Sachsen-Coburg-Saalfeld, ca. 1800

Schröder war das zweite Kind des Meininger Zeug- und Barchentwebers Johann Martin Schröder (1711–1783) und dessen zweiter Ehefrau, Anna Kunigunde, geb. Stamm (1725–1805). Nach erstem Unterricht in der Werkstatt eines Anstreichers erhielt er an der Kunstakademie in Kassel, der damaligen „Académie de Peinture et de Sculpture de Cassel“, eine Ausbildung als Maler. Wie sein Lehrer Johann Heinrich Tischbein d. Ä. erstellte er hauptsächlich kleinformatige Porträts in Pastellmalerei, später gelegentlich auch in Öl. Schröder betätigte sich zunächst, von 1780 bis 1784, in Hannover und Braunschweig und war dann für verschiedene Fürstenhäuser tätig, unter anderem seit 1785 für drei Jahre als Hofmaler mit einem Jahresgehalt von 250 Talern am braunschweigischen Hof, für den er auch danach immer wieder tätig war. In Berlin kann er in den Jahren 1789 bis 1792 und dann wieder nach einem Englandaufenthalt seit 1793 nachgewiesen werden. 1790 scheiterte jedoch trotz seines Publikumserfolgs die Aufnahme in die  Akademie der Künste zu Berlin, die, klassizistisch orientiert, an Schröders Fertigkeiten im Aktzeichnen Zweifel gehabt zu haben scheint. Möglicherweise als Reaktion auf diese Zurückweisung begab er sich auf Studienreisen, die ihn 1792/93 im Gefolge des Prinzen Friedrich August von York und Albany und dessen Ehefrau Friederike von Preußen nach England führten, wo er 1792 und 1793 mit Werken an der Ausstellung der Royal Academy of Arts in London beteiligt war. Auf dem Rückweg besuchte er die Niederlande. Auf dieser und zahlreichen weiteren Reisen in die Residenzstädte der Fürstentümer des Deutschen Reiches, wo er mit Aufträgen der jeweiligen Höfe und aus deren Umgebung rechnen konnte, bildete er sich weiter und nahm die gewonnenen Eindrücke in seine Malerei auf. Er erhält nun zahlreiche Aufträge des Berliner Hofes.  Allein die Königin Luise porträtiert er zwischen 1797 und 1806 mindestens fünfmal. 1800 zeigt auch die Akademie erstmals wieder Werke von seiner Hand. 1801 wohnt er in Braunschweig, 1806 in Meiningen,  „sein(em) Rückzugsort, von dem er sich nie ganz löste“ und wo seine beiden Brüder lebten. Von 1810 bis 1811 war er als Hofmaler am badischen Hof tätig, wo er ein Jahresgehalt von 600 Gulden zuzüglich 200 Gulden Wohnungsgeld bezog. Schröder blieb zeitlebens unverheiratet. Nach über einjährigem Leiden erlag er am 29. Januar 1812 in seiner Heimatstadt Meiningen der Erkrankung an einem Ödem.
Schröder gilt als einer der besten und erfolgreichsten Pastellmaler des späten 18. und frühen 19. Jahrhunderts.

## Werke (Auswahl)
Porträtgemälde von:

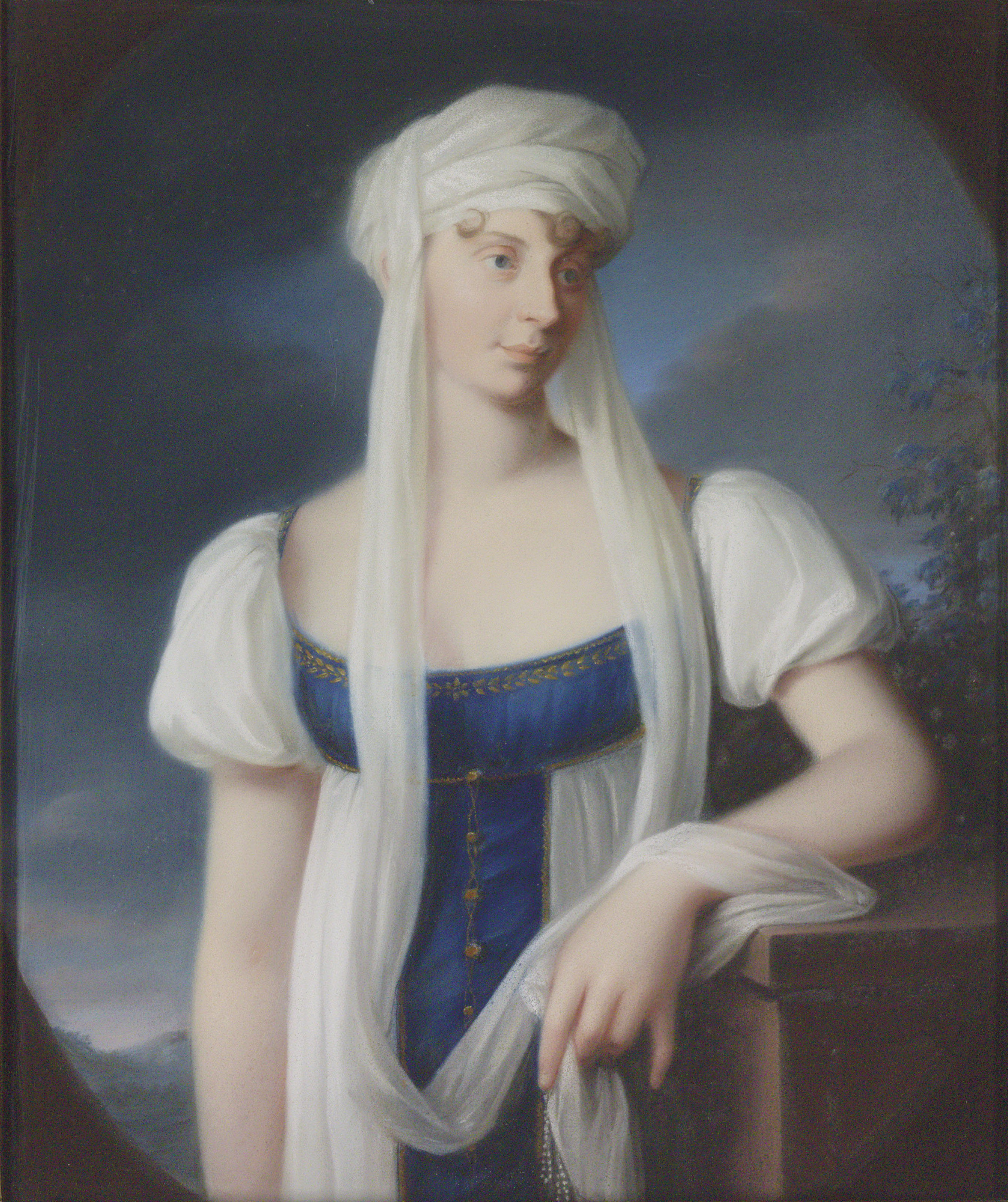
Prinzessin Luise von Mecklenburg, Königin von Preußen, ca. 1800

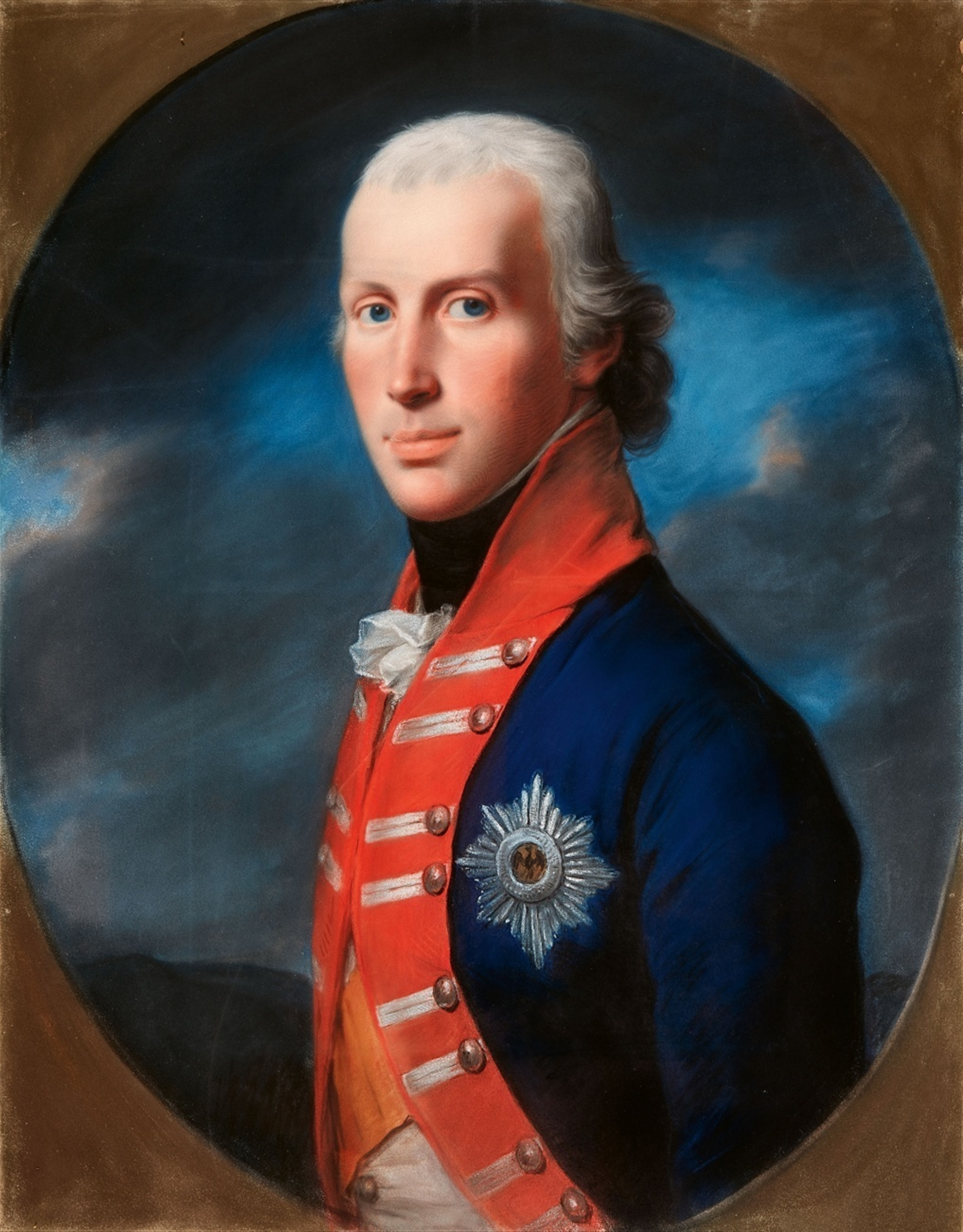
König Friedrich Wilhelm III. von Preußen, ca. 1793–1797

- Adelheid Louise Theresa, Herzogin von Clarence, Königin von Großbritannien, Irland and Hannover, geborene zu Sachsen-Meiningen, ca. 1808
- August Ferdinand Prinz von Preußen, ca. 1790
- August Wilhelm Iffland, Schauspieler, ca. 1796
- Auguste Herzogin von Sachsen-Coburg-Saalfeld, geborene von Reuß-Ebersdorf, ca. 1800
- Carl Friedrich Leopold von Gerlach, Oberbürgermeister von Berlin, ca.
- Carl Heinrich August Graf von Lindenau
- Charlotte Georgine Louise Friederike Herzogin von Sachsen-Hildburghausen, geborene von Mecklenburg-Strelitz, ca. 1800
- Friedrich August von Braunschweig (Nr. 633a. der Sammlung des Herzoglichen Museums zu Braunschweig[7]) war zunächst seit September 1895 im Besitz von Meta Thiele in Weißensee.[8]
- Herzogs von York[9]
- Friedrich Wilhelm III., zwei Versionen, beide 1793–1797[10]
- Friedrich Wilhelm II.
- Friederike Prinzessin von Preußen, ca. 1796–1798
- Karl August von Hardenberg
- Karl Friedrich Großherzog von Baden, ca. 1811
- Leopold von Braunschweig-Lüneburg, ca. 1782
- Luise Karoline Reichsgräfin von Hochberg, geborene Geyer von Geyersberg, ca. 1811
- Luise von Preußen, mindestens fünf Porträts von 1797 bis 1806, von allen bis ins 20. Jahrhundert zahlreiche Kopien und Reproduktionen in anderen Techniken wie Kupferstich und Porzellanmalerei
- Wilhelmine von Preußen, ca. 1797

## Weblinks

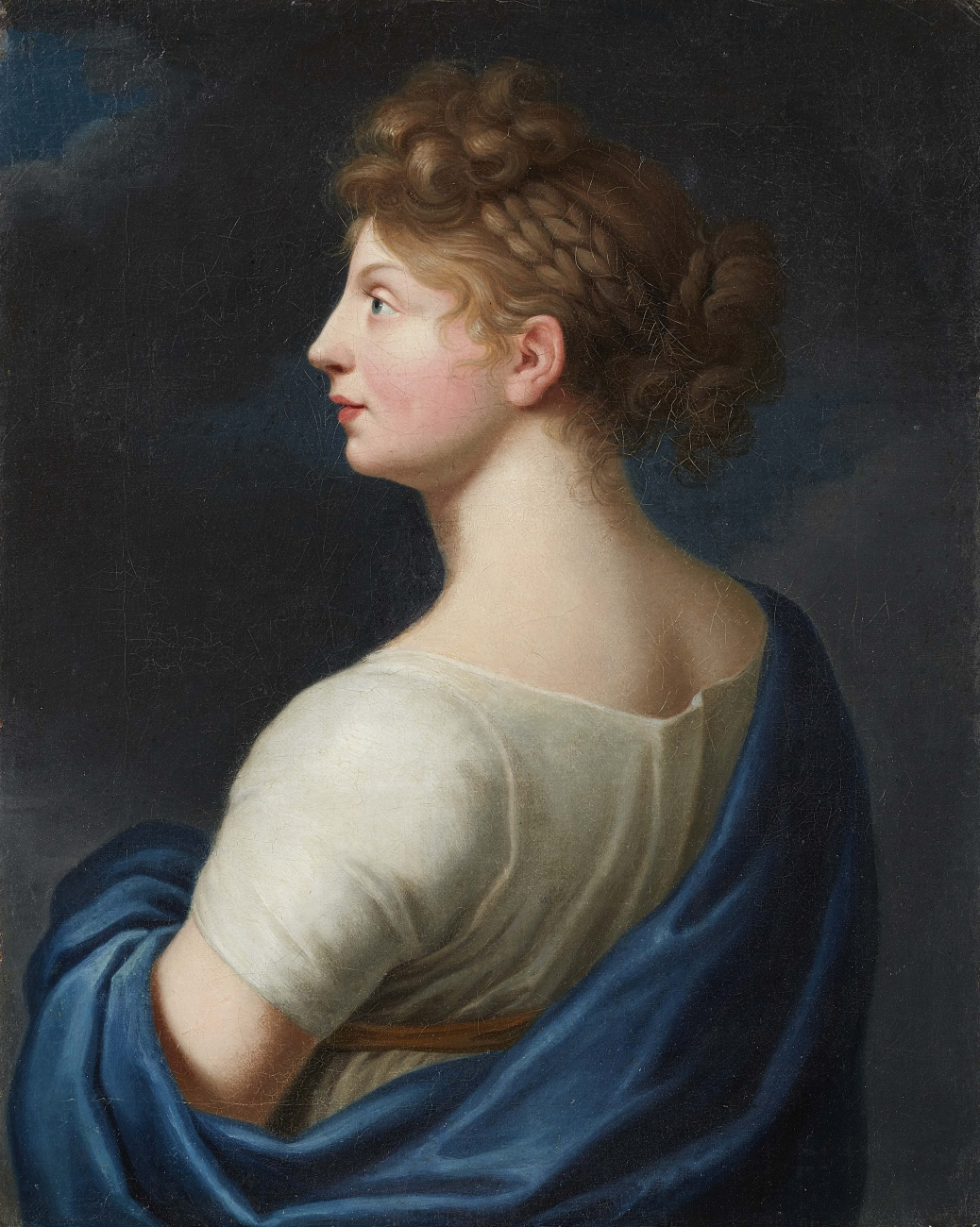
Prinzessin Luise von Mecklenburg-Strelitz, Königin von Preußen um 1800